# 임천 간곡서원
임천 간곡서원은 충청남도 부여군 임천면에 있는 서원이다. 2001년 1월 3일 부여군의 향토문화유산 제44호로 지정되었다.

## 연혁
간곡서원은 부여군 임천면 구교리의 나지막한 언덕에 자리잡고 있는 서원으로 노곡 유동수(老谷 柳東秀)를 제향하고 있다. 서원은 1730년(영조 6)에 양호사림이 임천 간곡에 노곡을 제향하는 향현사(鄕賢祠)를 창건하면서 시작되었다. 그후 1732년(영조 8)에 사우를 창의사(倡義祠)라 하였고, 1740년(영조 16)에 강학 장수지처로 서원을 창건하여 간곡서원이라 하였다. 서원이 현재 소재지인 임천면 구교리에 건립하게 된 것은 노곡이 말년을 부여의 해촌(海村)에서 보냈으며, 사후 그의 묘가 세도면 화수리에 위치한 것과 연관이 있었을 것으로 생각된다.	 	
그리고 서원의 명칭을 간곡서원이라 한 것은 서원이 위치한 곳이 당시 행정구역 명으로 가림원(嘉林元) 임천군(林川郡) 구교리(舊校里) 간은곡(艮隱谷 : 일명 細洞)이었는데, 간은곡이라는 마을의 명칭에서 연유한 것이다. 1859년(철종 10)에 예조의 관첩으로 인하여 본관이 향촉과 제품을 받들었으며 사액을 청하였으나 미처 사액을 받지 못하였다. 1868년(고종 5) 조정의 서원훼철령으로 서원을 훼철하고 단을 놓아 석채로서 구례를 따랐다. 1969년에 구지에 사우와 서원을 복원하였다.

## 배향인물

### 유동수(柳東秀: 1579∼1654)
조선후기의 문신. 본관은 문화, 자는 수보(秀甫), 호는 노곡(老谷)이다. 아버지는 예빈직장 선민(先民)이며, 어머니는 언양김씨로 응상(應祥)의 딸이다. 1579년(선조 12)에 서울 숭례방(崇禮坊) 흥덕동에서 출생하였다. 1606년(선조 39)에 진사가 되었고, 1621년(광해군 13)에는 동몽교관에 임명되었으나 부임하지 않았다. 1633년(인조 11) 의금부도사를 거쳐 1641년(인조 19) 이후 제용감직장(濟用監直長)·사옹원직장(司饔院直長)·장예원사평(掌隸院司評)·오위장(五衛長) 등을 역임하였다.
병자호란때 상주의 몸으로 호남 부안에서 의병을 모아 여산(礪山)에 이르렀으나 강화가 성립되었다는 소식을 듣고 통곡, 귀가하였다. 1643년(인조 21) 니산현감으로 부임하였는데 1646년(인조 24) 유탁(柳濯)의 난을 초관(哨官) 이석용(李碩龍)이 고변하여 오자 감사와 더불어 난을 평정하였다. 이 공으로 영국원종공신(寧國原從功臣) 일등에 책록되고 문양군으로 봉해졌다. 그러나 전 군수 윤형각(尹衡覺)이 공보다는 죄가 있다고 무고하여 군호를 삭제당하여 다만 원종 1등에 통정대부(通政大夫)에 제수 되었으나 다시 체포되어 경성으로 정배되었다. 이 문제에 대하여 시남 유계는 우암 송시열의 서간에 답하면서 “상벌은 천리의 공정함이니 공과 죄가 서로 반반인 자는 그 공과 죄를 아울러 논함을 합리적으로 하여야 하는데, 다만 그 죄를 벌하고 그 공은 상주지 않는 것은 그 연유를 알 수 없다. 하물며 노곡은 공이 크고 죄가 작으니 그 조그만 실수로 그 공을 깎는다면 어찌 후세 나라를 위해 일하는 자에게 권할 수 있겠는가.”라 하면서 적극 변호하였다.
그후 유동수는 1647년(효종 5)에 우상 남이웅(南以雄)과 도승지 정광성(鄭光誠)의 건의로 배소에서 풀려났다. 1649년 다시 천안군수가 되어 선정을 베풀고, 1654년 김제군수로 임명되었으나 노병으로 부임하지 못하고 이해에 사망하였다. 사후 병조참판에 추증되었다가 다시 호조판서로 추증되었다. 저서로는 『문집』 7권, 『일기』 10권, 『문답예설』 2권이 있었으나 소실되고, 현재는 『병술일기』 1권, 『별록』 1권, 『유고』 1권 등을 모은 『노곡공유적』 1책이 있다.